# Старий Мерчик
Стари́й Ме́рчик — селище в Україні, у Валківській міській громаді Богодухівського району Харківської області. Розташоване майже за 40 км на захід від Харкова. 1622 мешканців (станом на 2024 рік). Відстань до центру громади становить 24 км і проходить автошляхом E40, який збігається із М03 та згодом переходить у Т 2106.
У селищі є меблева фабрика, цегельня, історичний музей (заснований у середині XVII століття), палац Григорія Шидловського XVIII століття — пам'ятка української садибної архітектури.

## Географічне розташування
Селище міського типу Старий Мерчик знаходиться на обох берегах річки Мокрий Мерчик, і витягнулося уздовж річки майже на 9 км, вище за течією примикає до села Гурине, нижче за течією — до сіл Добропілля і Новий Мерчик.
На річці велике водосховище. Селище перетинають балки Капустяна та Кам'яна, по яких протікають пересихаючі струмки.
За 3 км проходить залізниця, лінія Люботин — Суми, найближчі станції Мерчик і Просторе. Поруч із селом садові ділянки. За 3 км проходить автомобільна дорога М03 (E40).

## Історичні відомості
Старий Мерчик відокремився від села Всесвятського, яке було засноване в 1665 р. Всесвятське розділилося на села Старий Мерчик, Добропілля і Новий Мерчик. Населення села відноситься до перших поселенців Слобідської України. Заселялося вихідцями з Правобережної України і Гетьманщини.
1680 — збудована перша дерев'яна церква Всіх Святих.
1938 — зміна статусу на селище міського типу.
За даними на 1864 рік у власницькому селі, центрі Старомерчанської волості Валківського повіту, мешкала 1431 особа (709 чоловічої статі та 722 — жіночої), налічувалось 315 дворових господарств, існували православна церква, богодільня, селітровий та цегельний заводи.
За переписом 1897 року кількість мешканців зросла до 2798 осіб (1376 чоловічої статі та 1422 — жіночої), з яких всі — православної віри.
Станом на 1914 рік кількість мешканців зросла до 3717 осіб.
19 жовтня 1941 року радянські війська з боями відходять зі Старого Мерчика.
12 червня 2020 року, розпорядженням Кабінету Міністрів України № 725-р «Про визначення адміністративних центрів та затвердження територій територіальних громад Харківської області», увійшло до складу Валківської міської громади.
17 липня 2020 року, в результаті адміністративно-територіальної реформи та ліквідації Валківського району, селище увійшло до складу Богодухівського району.

## Населення

### Мова
Розподіл населення за рідною мовою за даними перепису 2001 року:
| Мова            | Кількість | Відсоток |
| --------------- | --------- | -------- |
| українська      | 1642      | 92.30%   |
| російська       | 134       | 7.53%    |
| білоруська      | 2         | 0.11%    |
| інші/не вказали | 1         | 0.06%    |
| Усього          | 1779      | 100%     |

## Відомі люди

### Народилися
- Ємельяненко Сава Дмитрович (1899—1967) — народний комісар харчової промисловості Української РСР. Кандидат у члени ЦК КП(б)У в травні 1940 — серпні 1946 р. Член ЦК КП(б)У в серпні 1946 — січні 1949 р.
- Єременко Анатолій Петрович (1906—1970) — член ЦК КПУ в 1966—1970 р. Депутат Верховної Ради УРСР 2—7-го скликань.
- Михайленко Всеволод Євдокимович (1927—2018) — науковець у галузях прикладної та нарисної геометрій, педагог, доктор технічних наук.
- Нетеса Іван Федорович (1862—1933) — кобзар.
- Ташуєв Сергій Абуєзидович (нар. 1959) — російський футбольний тренер.
- Трофименко Олександр Іванович (1907—?) — слюсар Харківського турбогенераторного заводу імені Кірова Харківської області. Депутат Верховної Ради СРСР 3-го скликання.

## Пам'ятки
- Історичний музей.

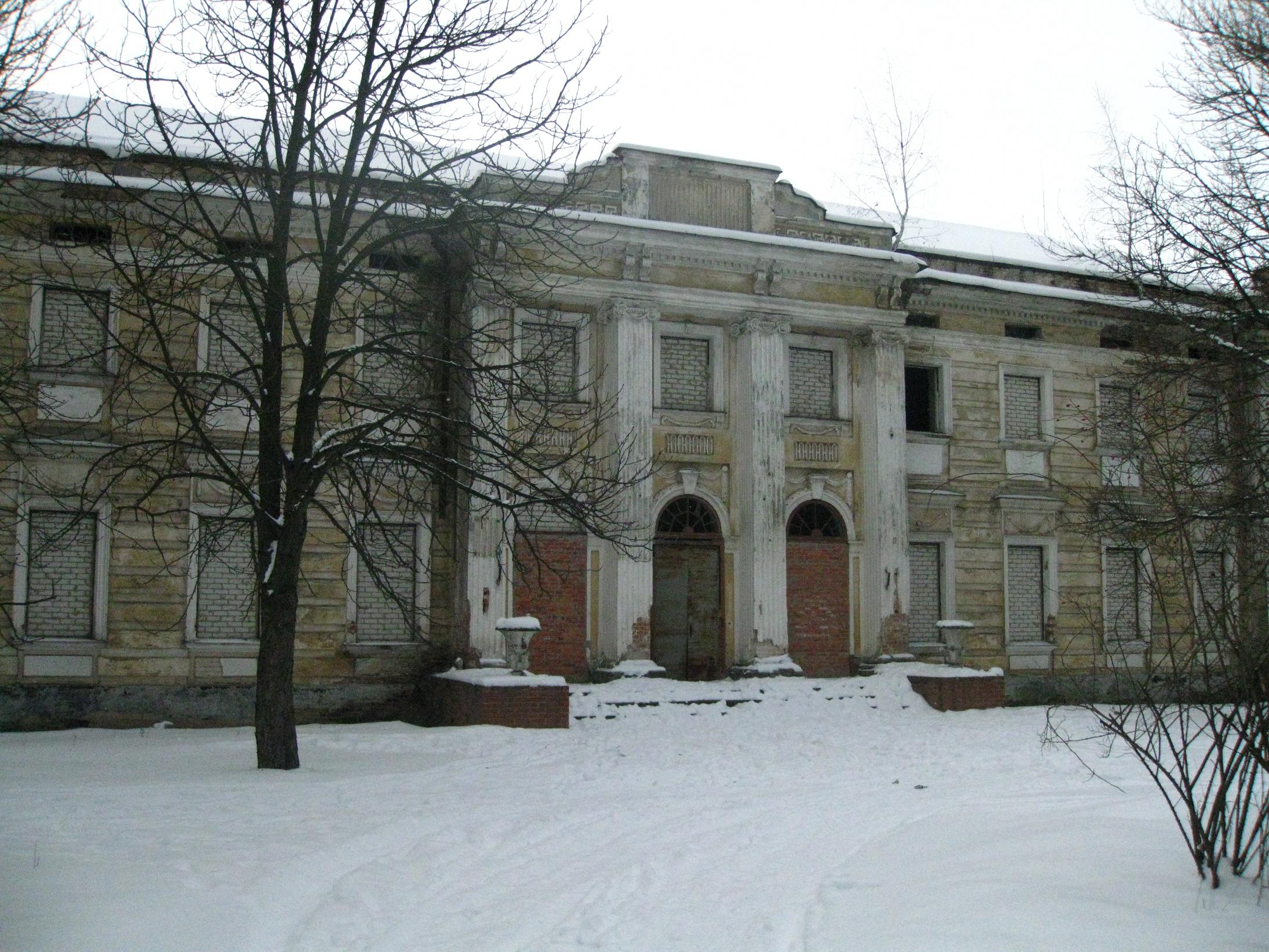
Садиба Шидловських

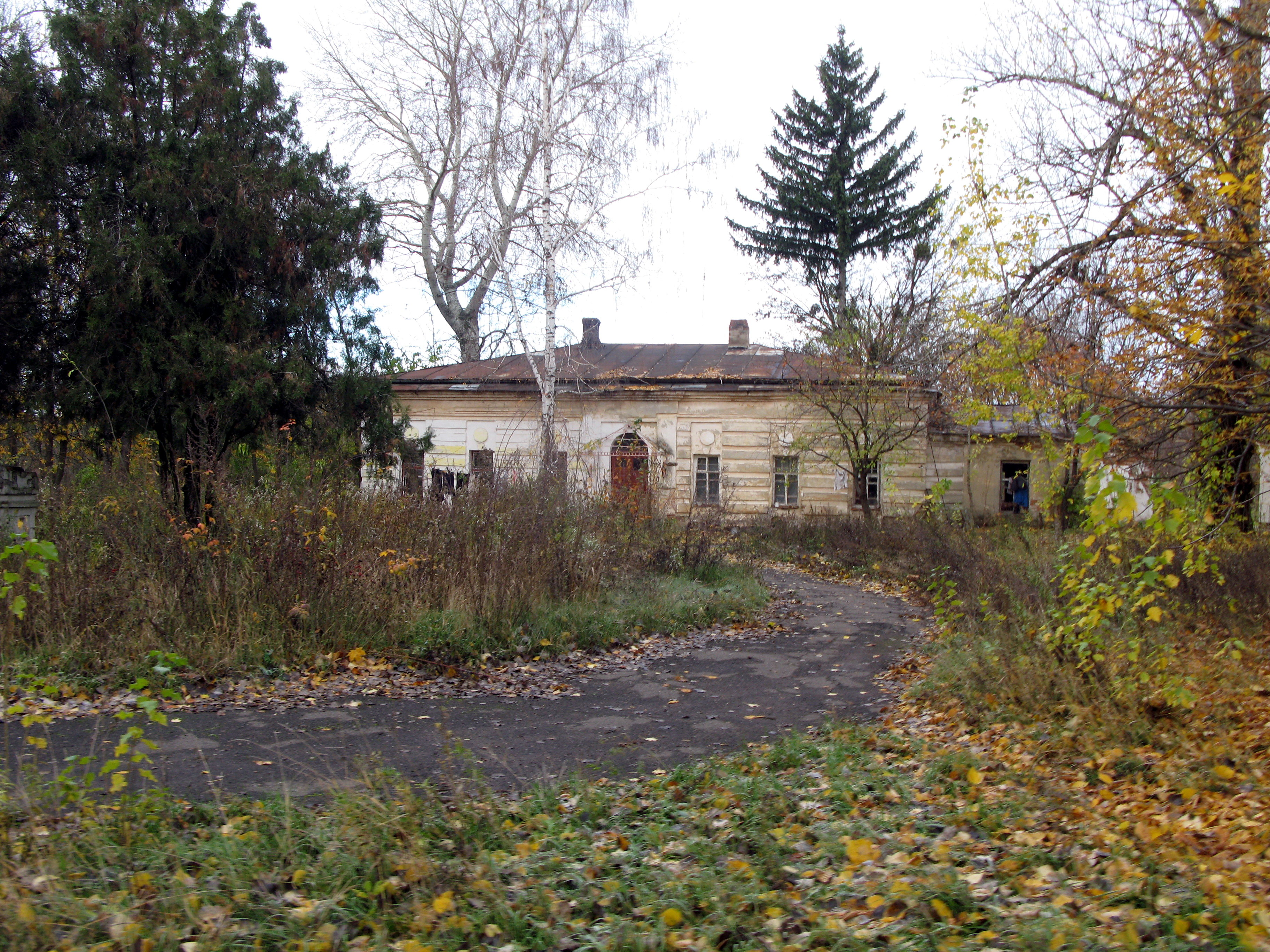
Флігель західний

- Церква Всіх Святих. Перша дерев'яна церква Всіх Святих була заснована в 1680 році. У 1778 році власник села Шидловський Григорій Романович замінив постарілий храм новим кам'яним. У радянський час закритий, храм було повернуто церкві в 1994 році.
- Гідрологічний заказник місцевого значення «Мерчицький». Площа 37,0 га.
- Старомерчицький парк — парк-пам'ятка садово-паркового мистецтва загальнодержавного значення. Площа 69,0 га. Розташований в селищі Старий Мерчик. Заснований у другій половині 18 ст. Парк ландшафтного типу. У парку ростуть дерево-чагарникові породи місцевого походження (дуб, клен, липа, сосна). На території парку розміщено декілька пам'яток архітектури 18 ст.
- Палацово-парковий комплекс «Старомерчанський» (Садиба Шидловських) — ансамбль будівель 1770-1780-х рр. в стилі раннього класицизму, арх. П. Ярославський. Збереглися головний будинок, флігелі, залишки гроту, винний льох. Після 1994 року церква була відреставрована.

### Палац (фотогалерея)

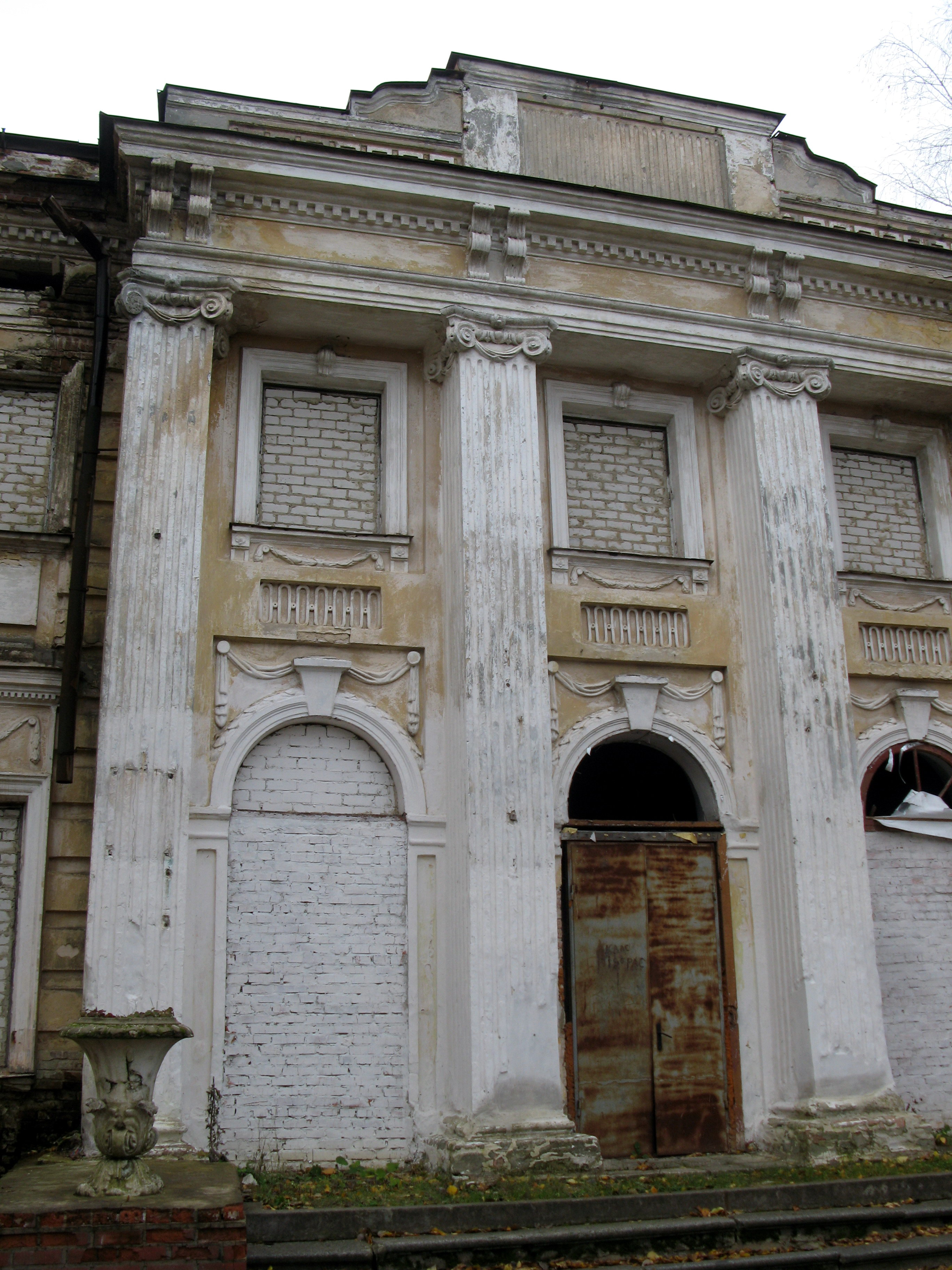
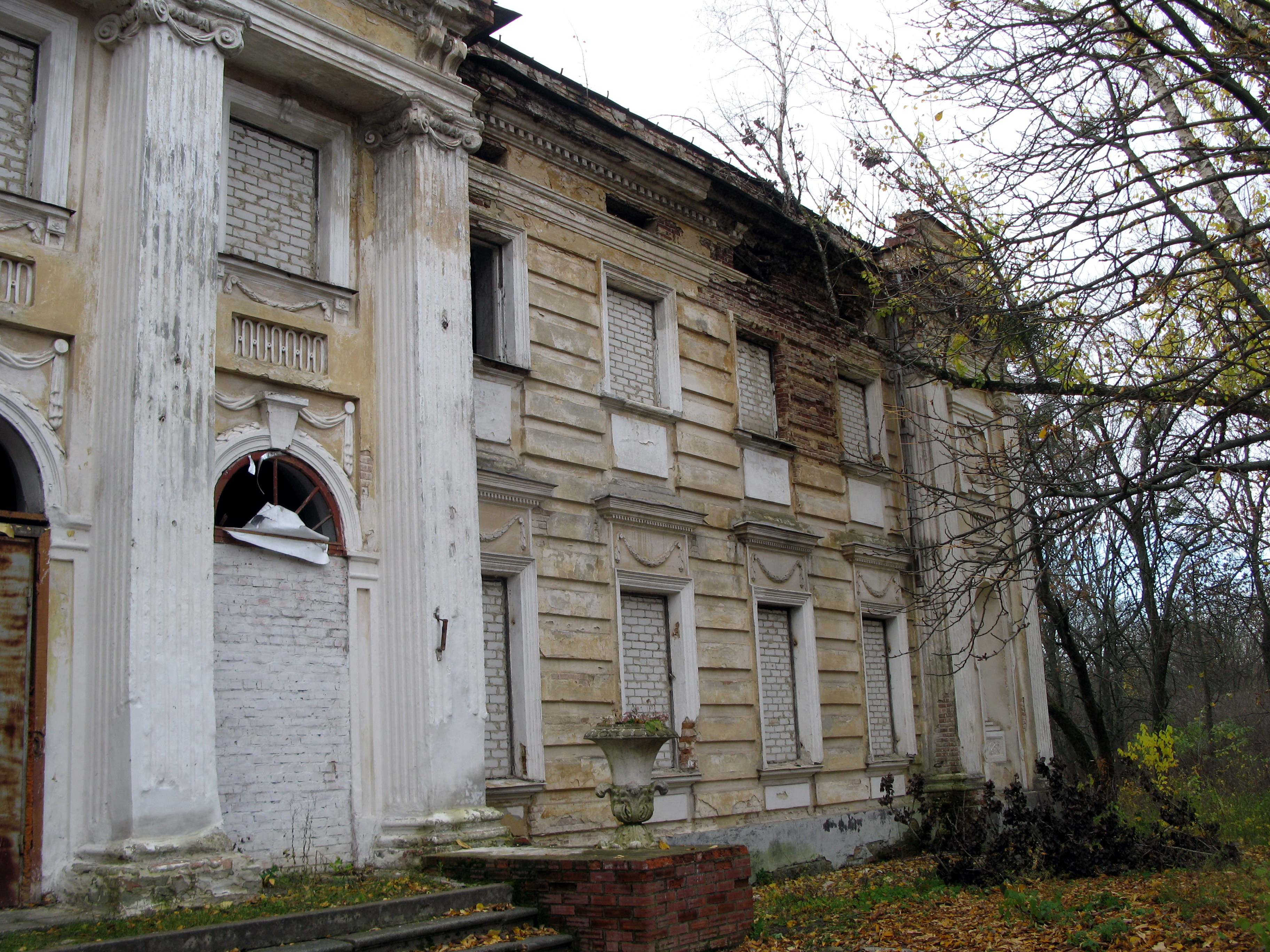
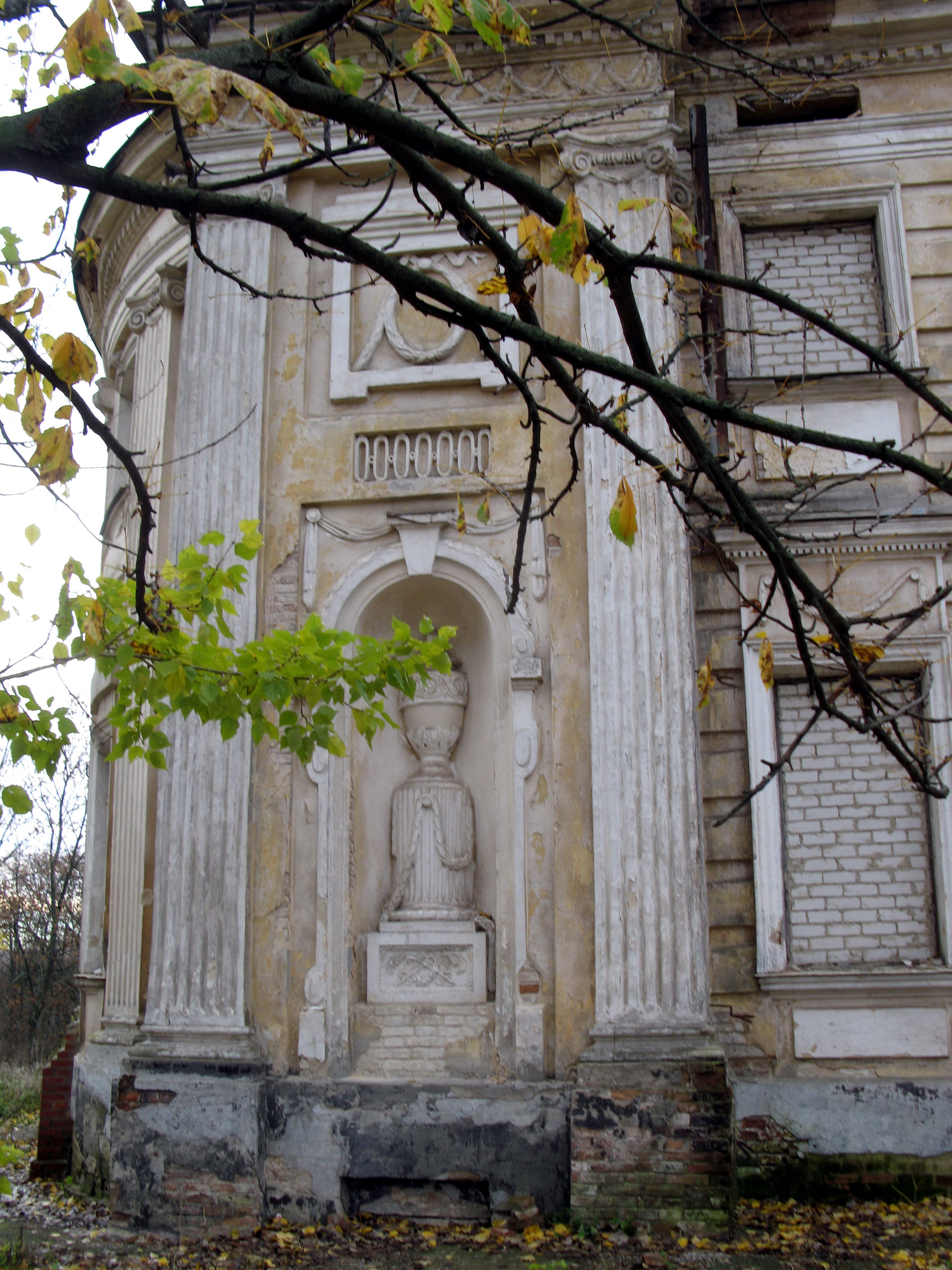
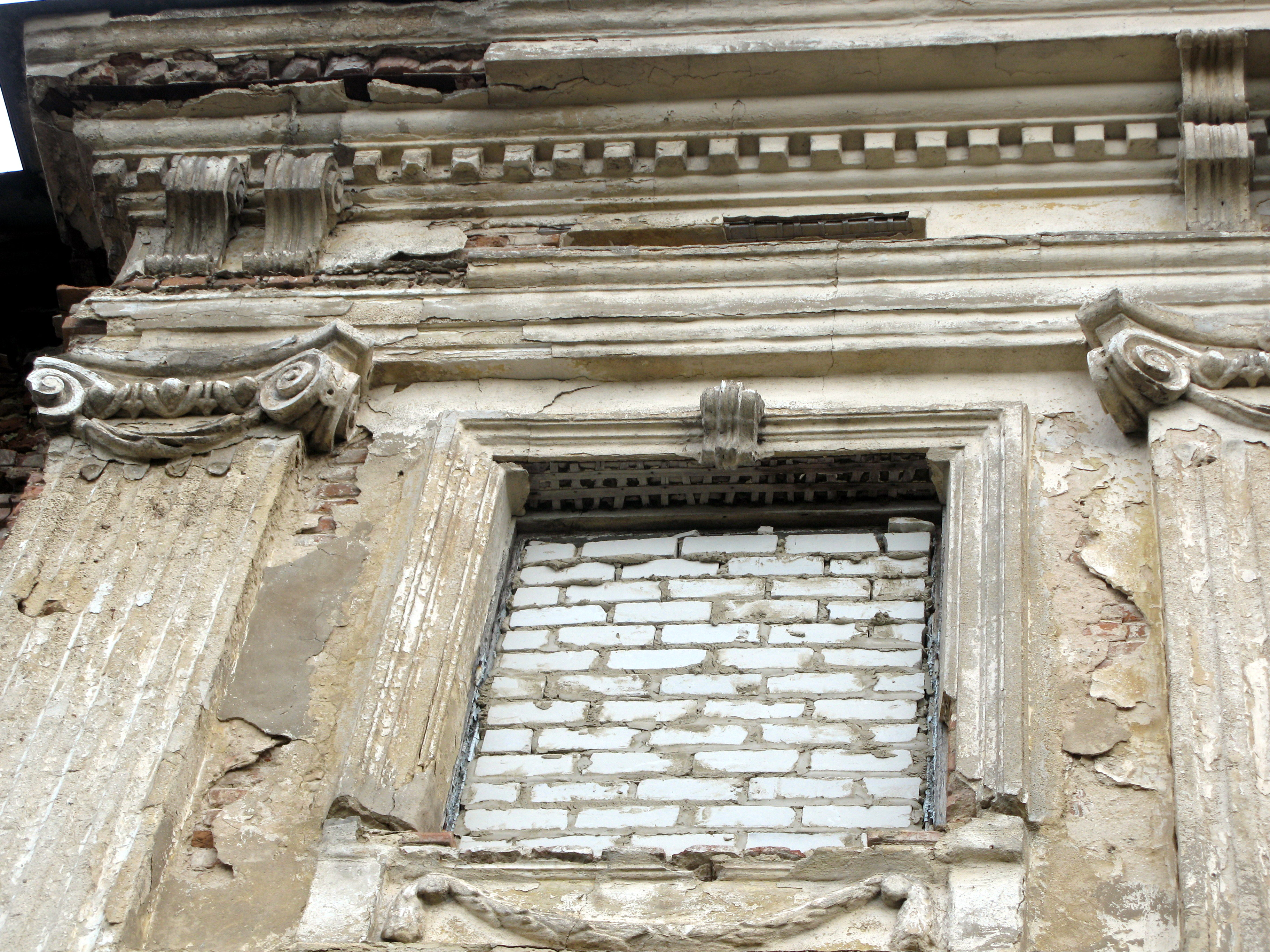
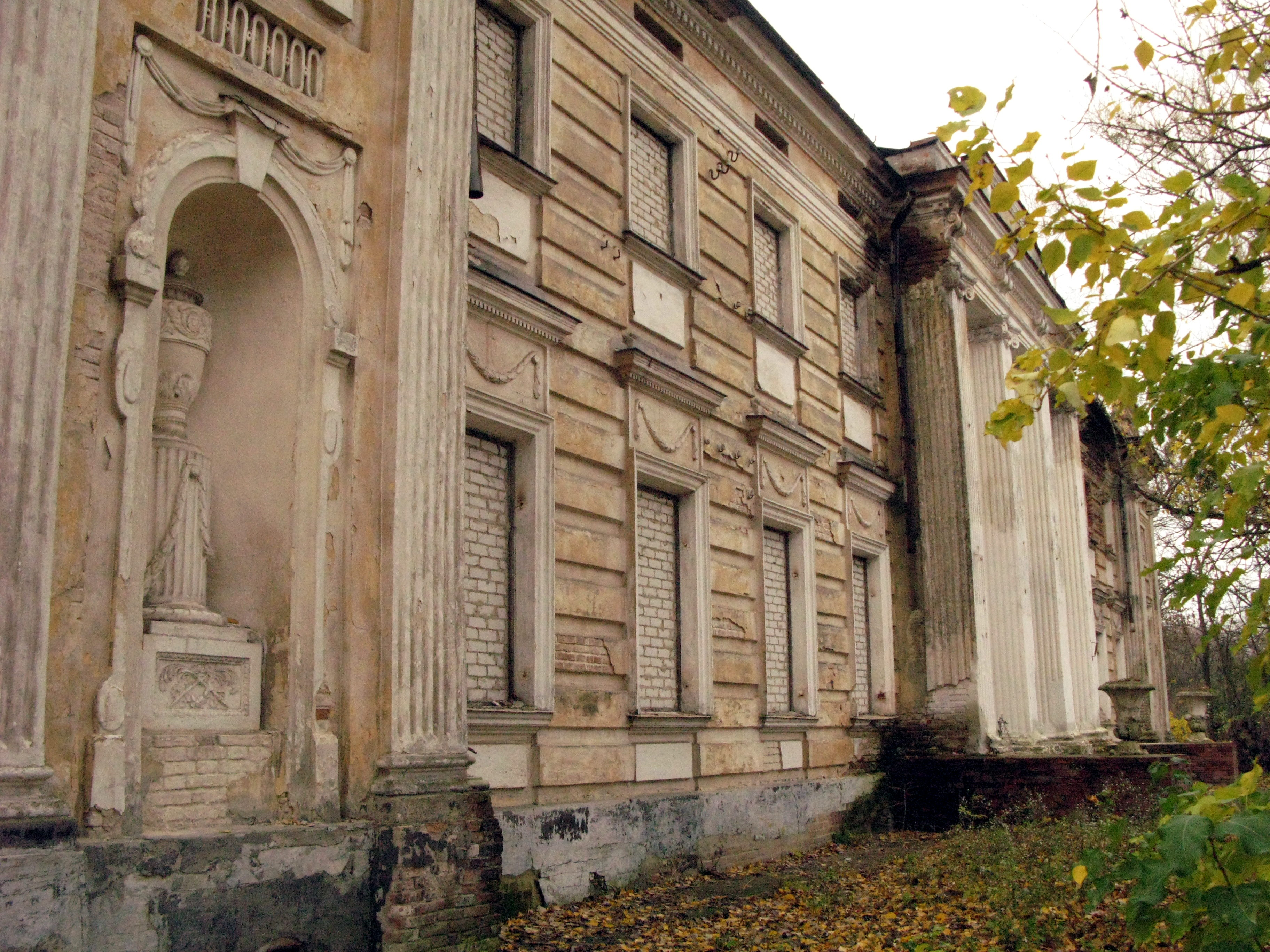
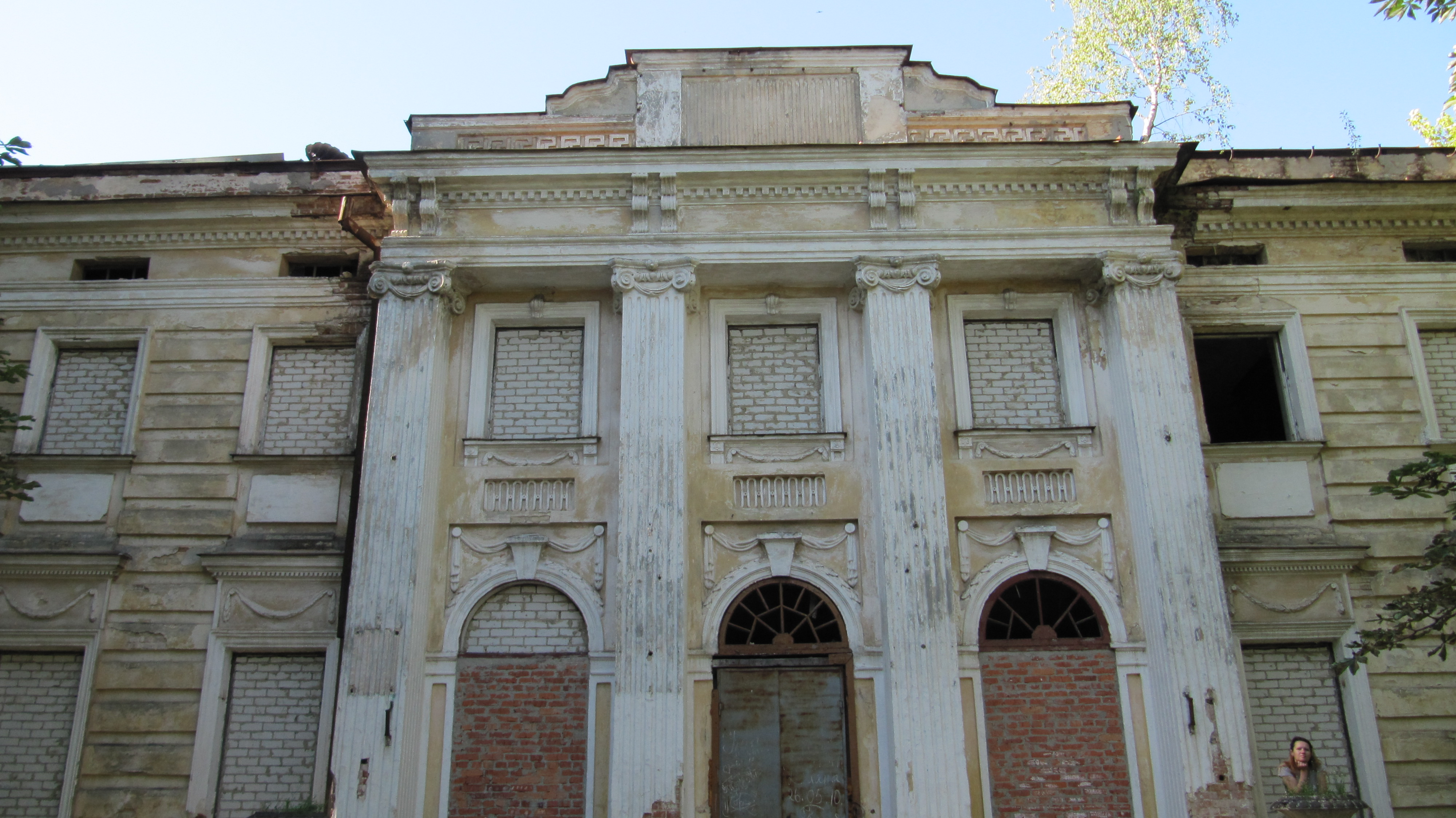
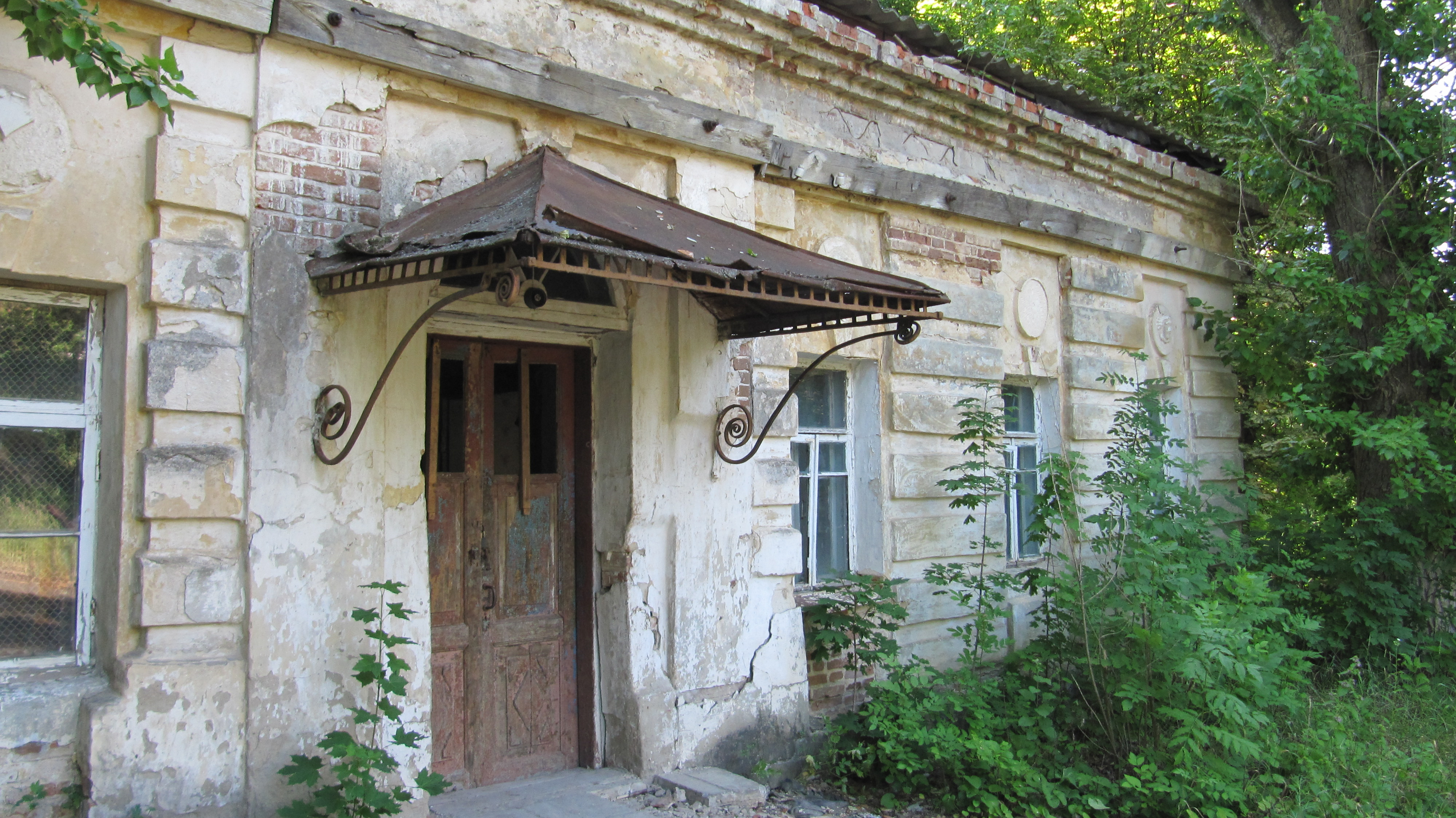
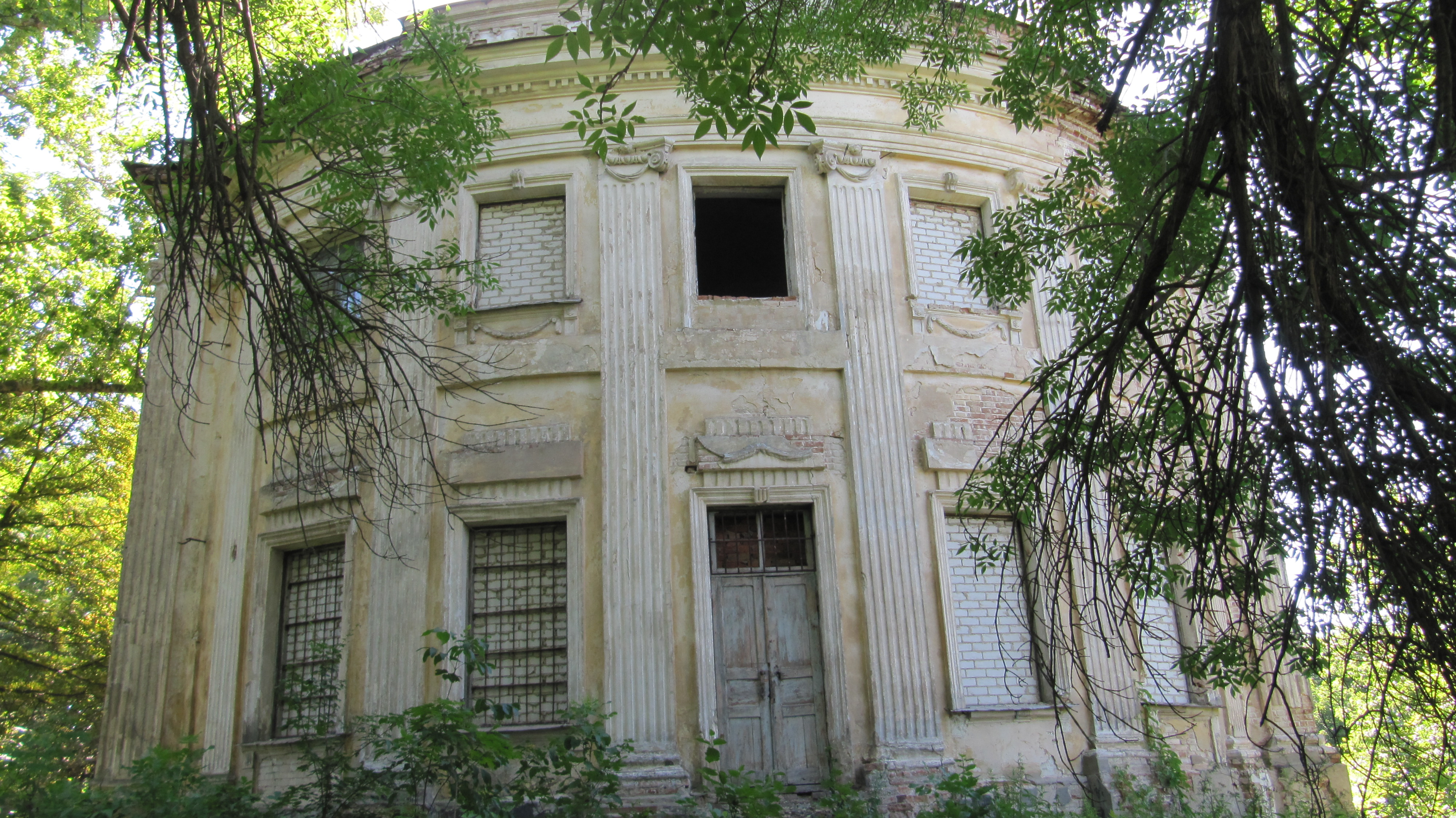
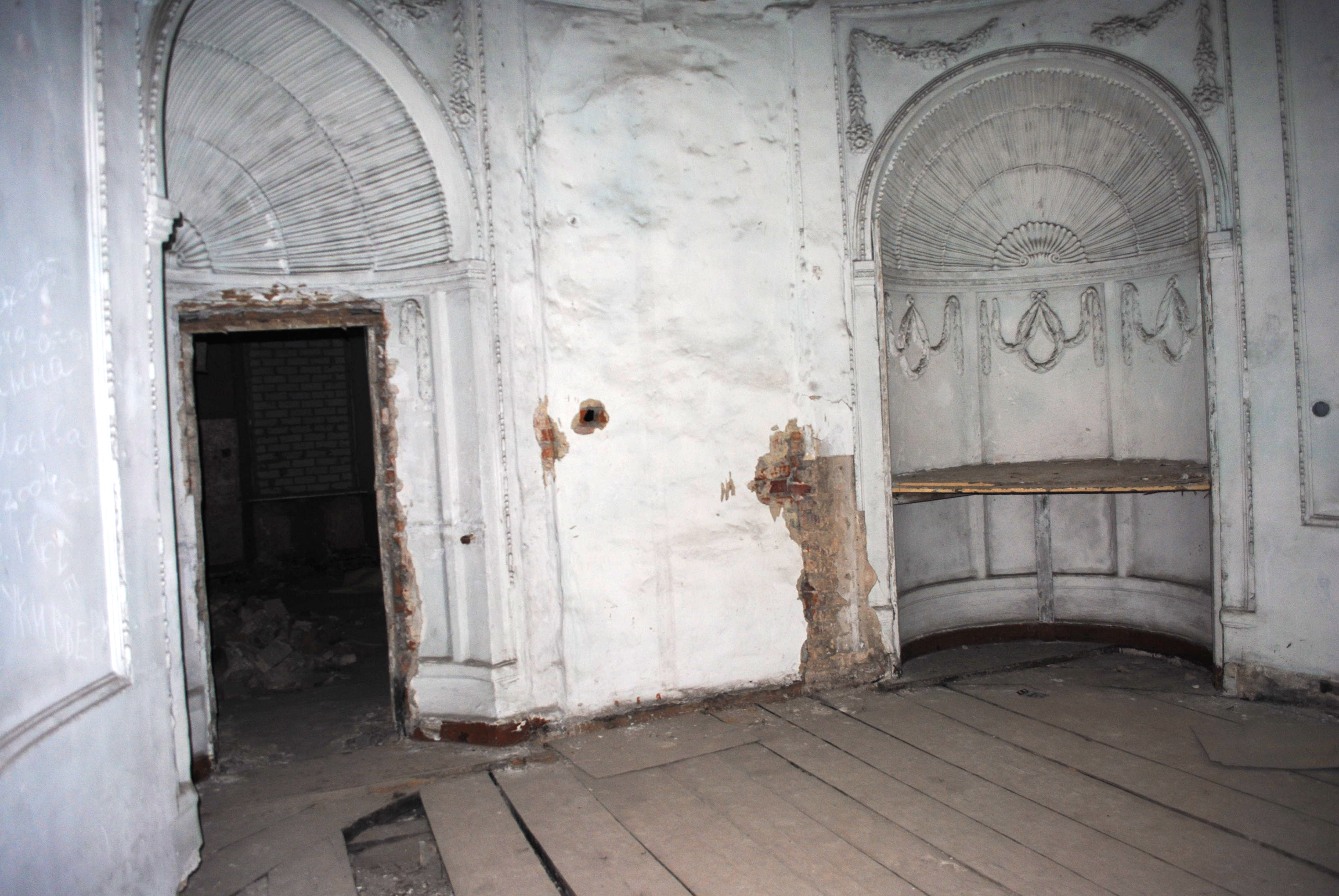
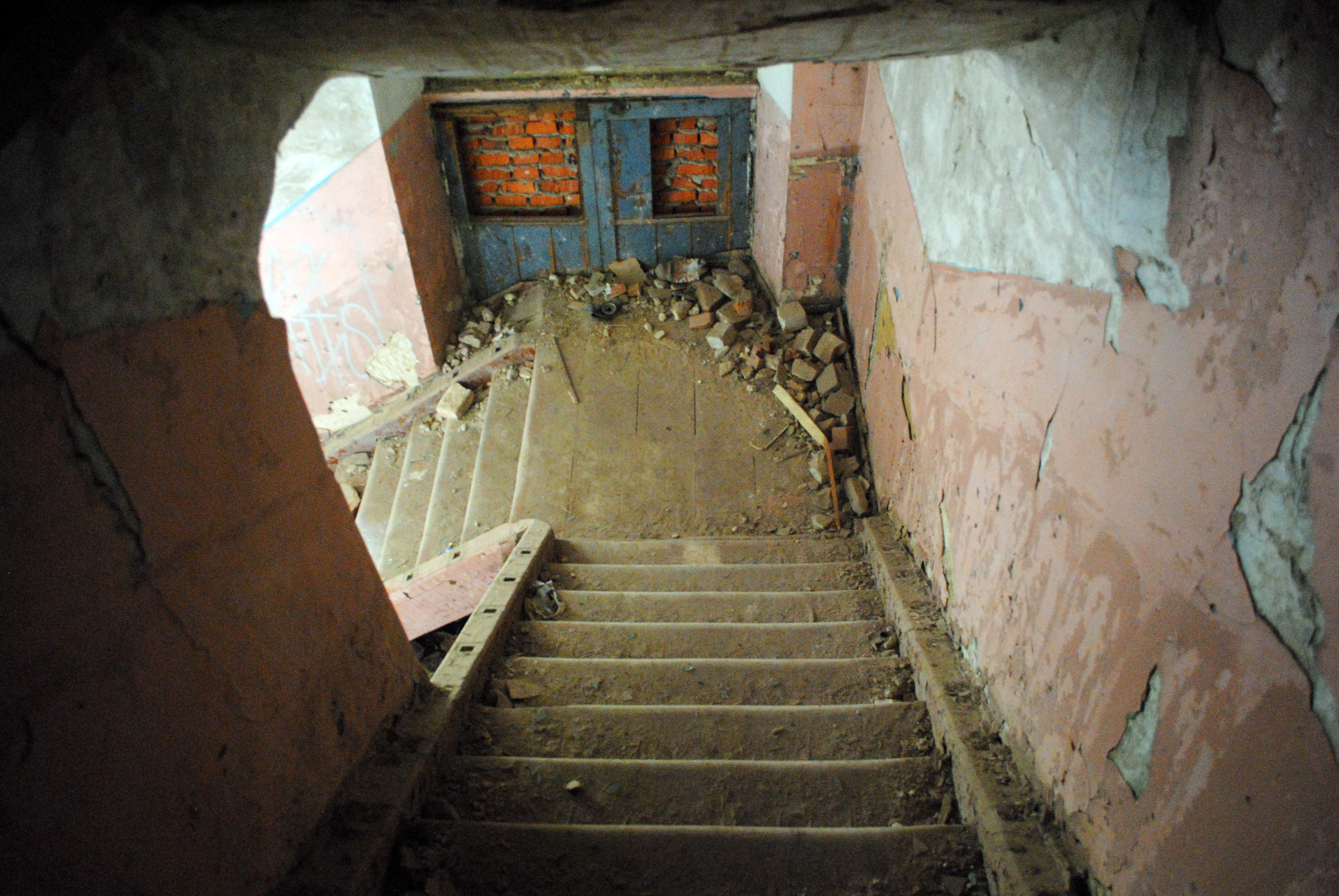
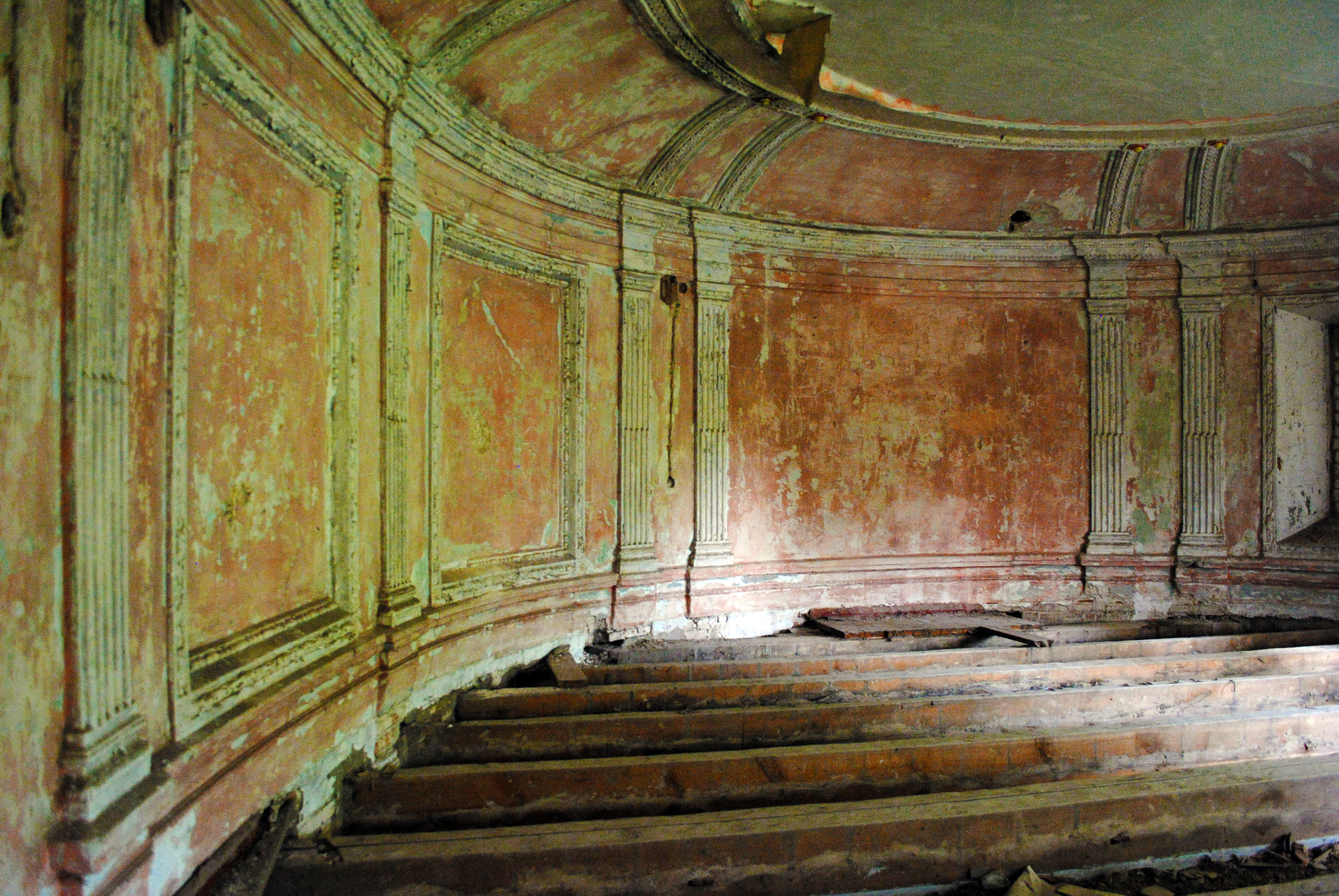
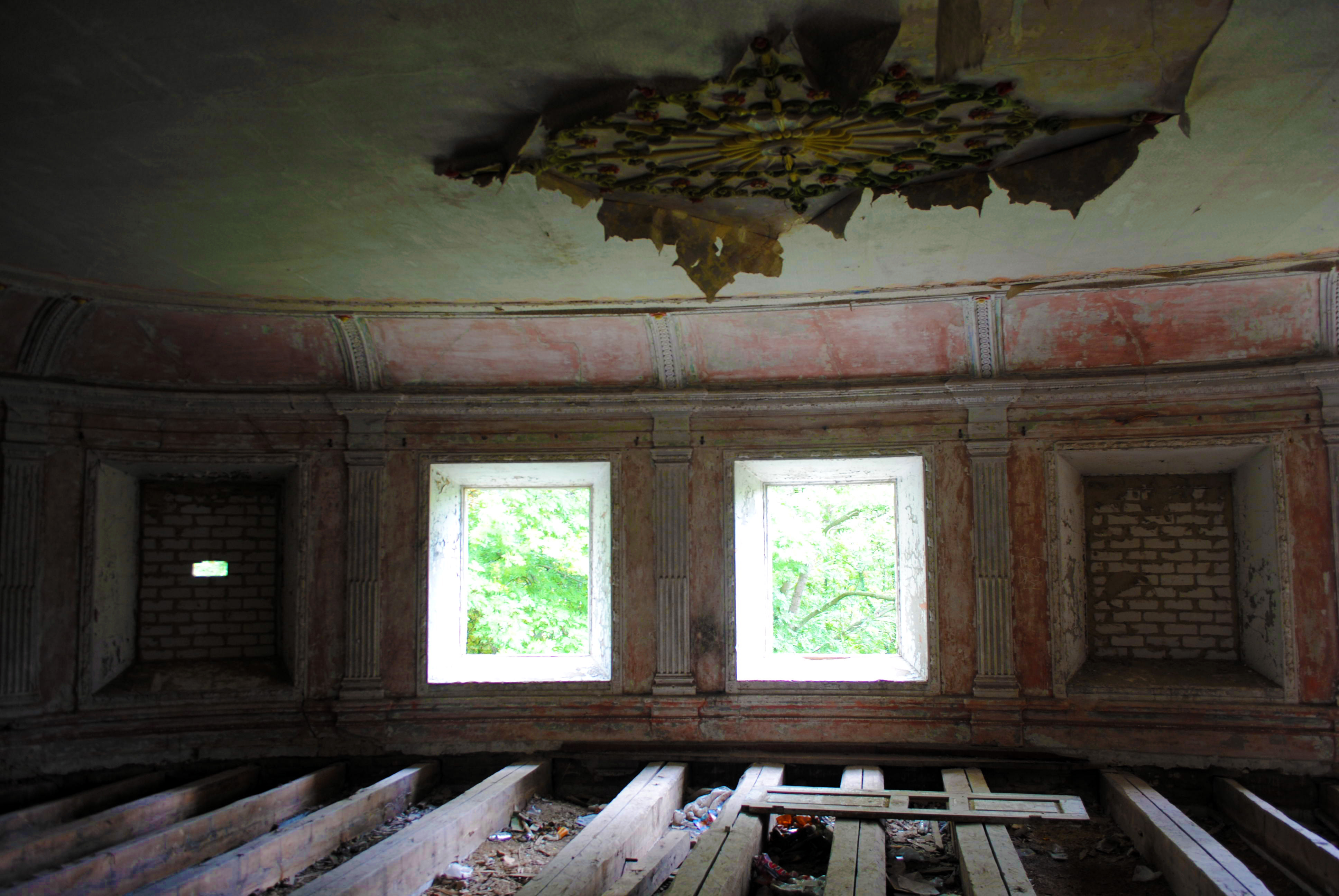
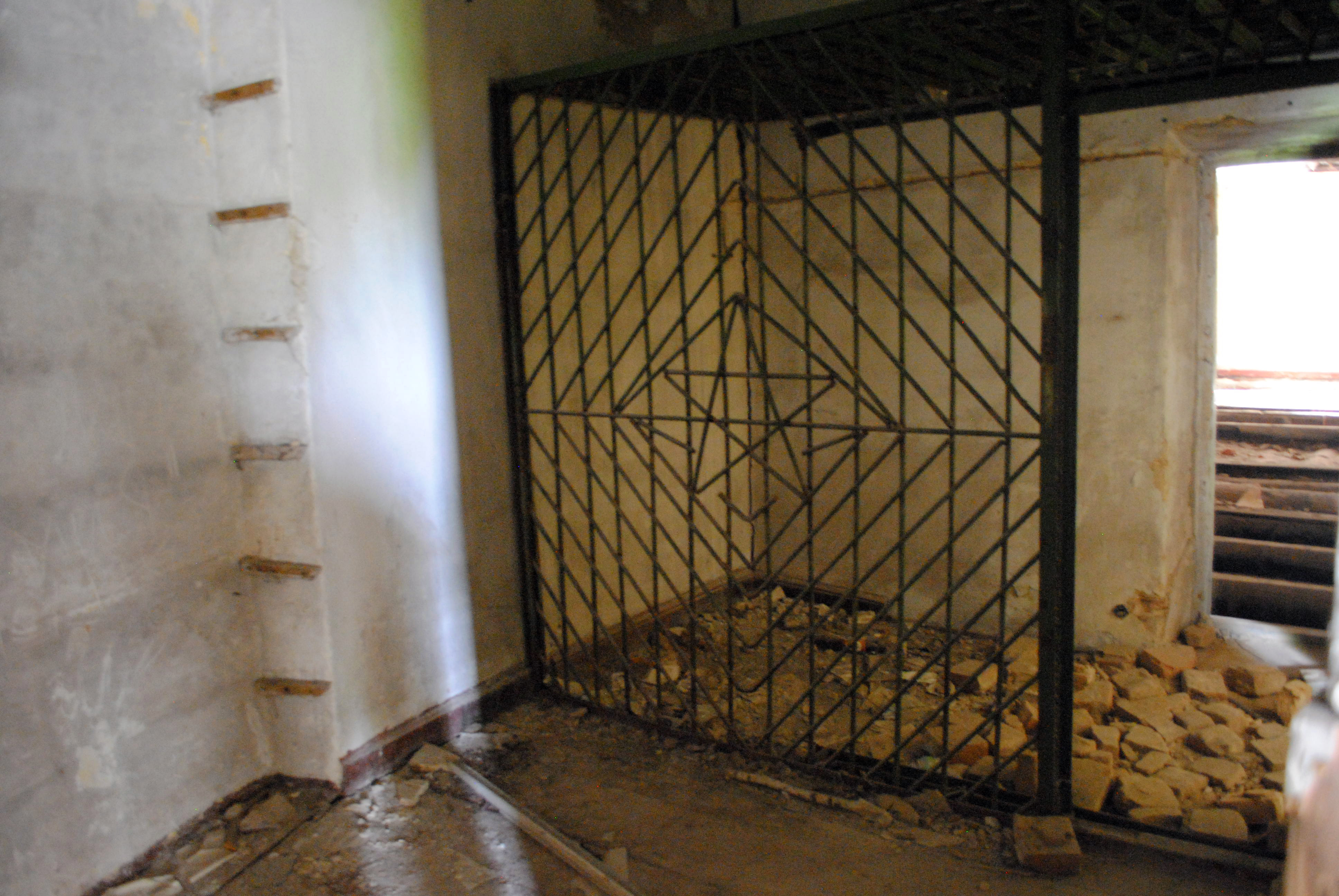
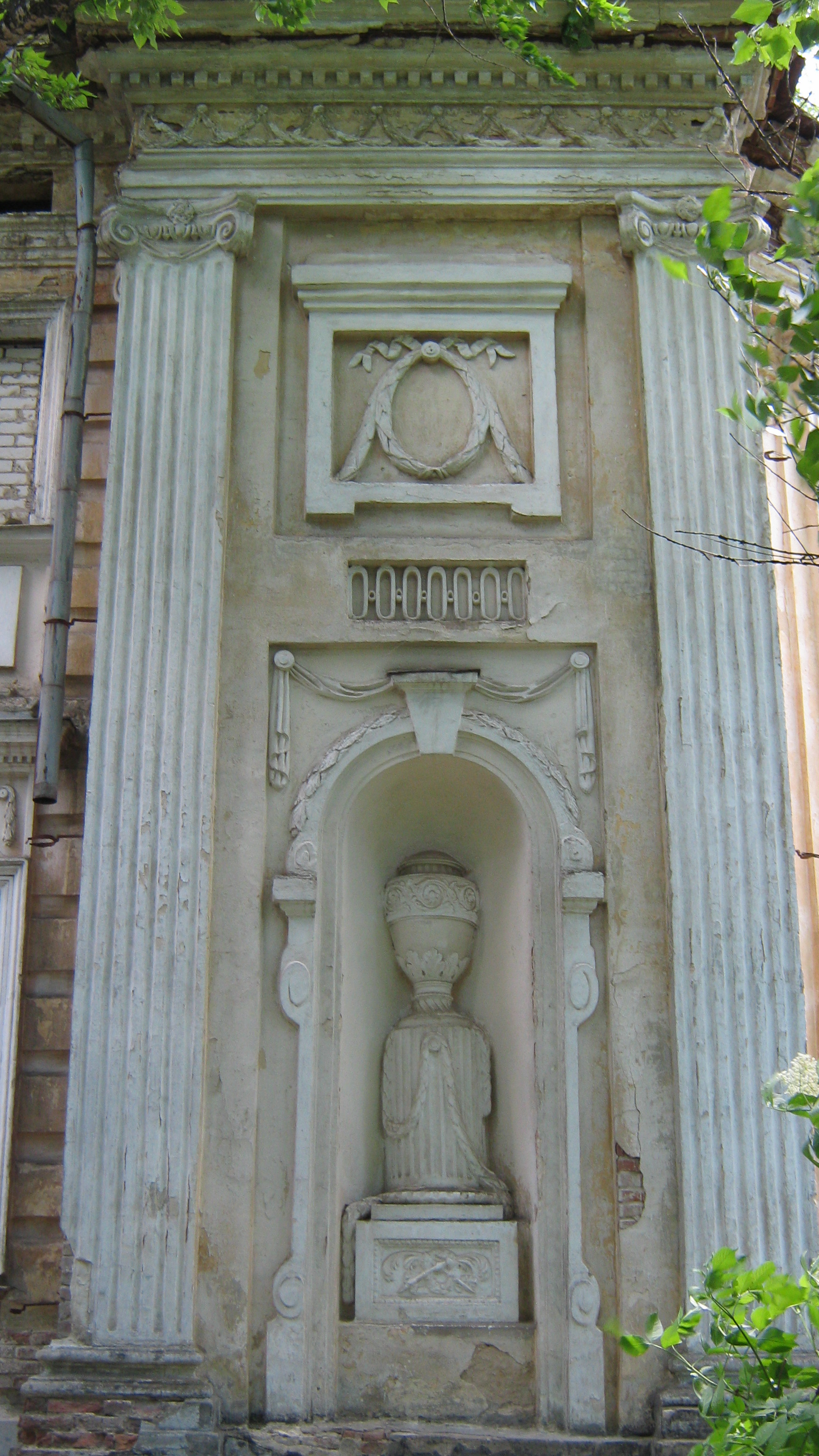
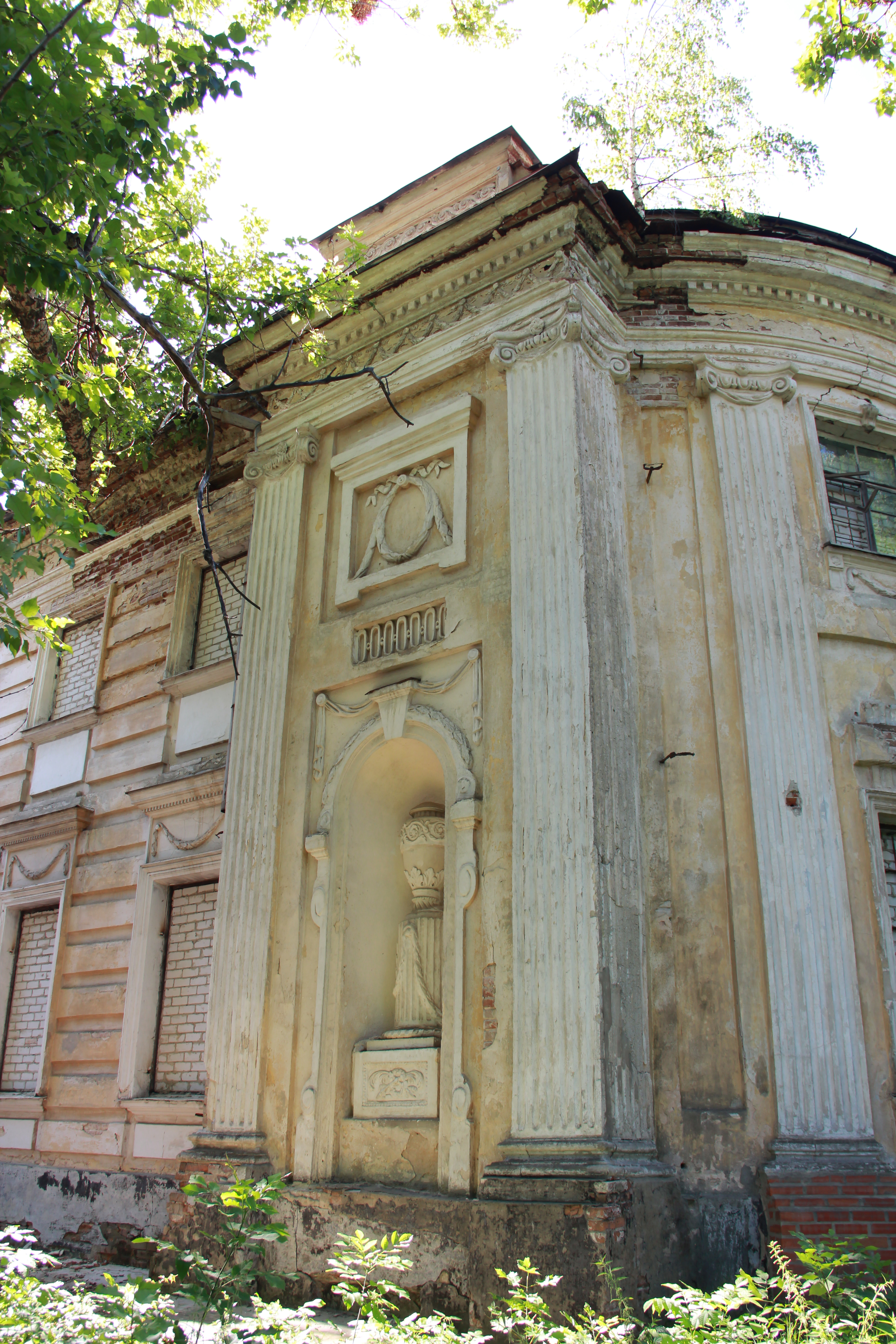

## Галерея

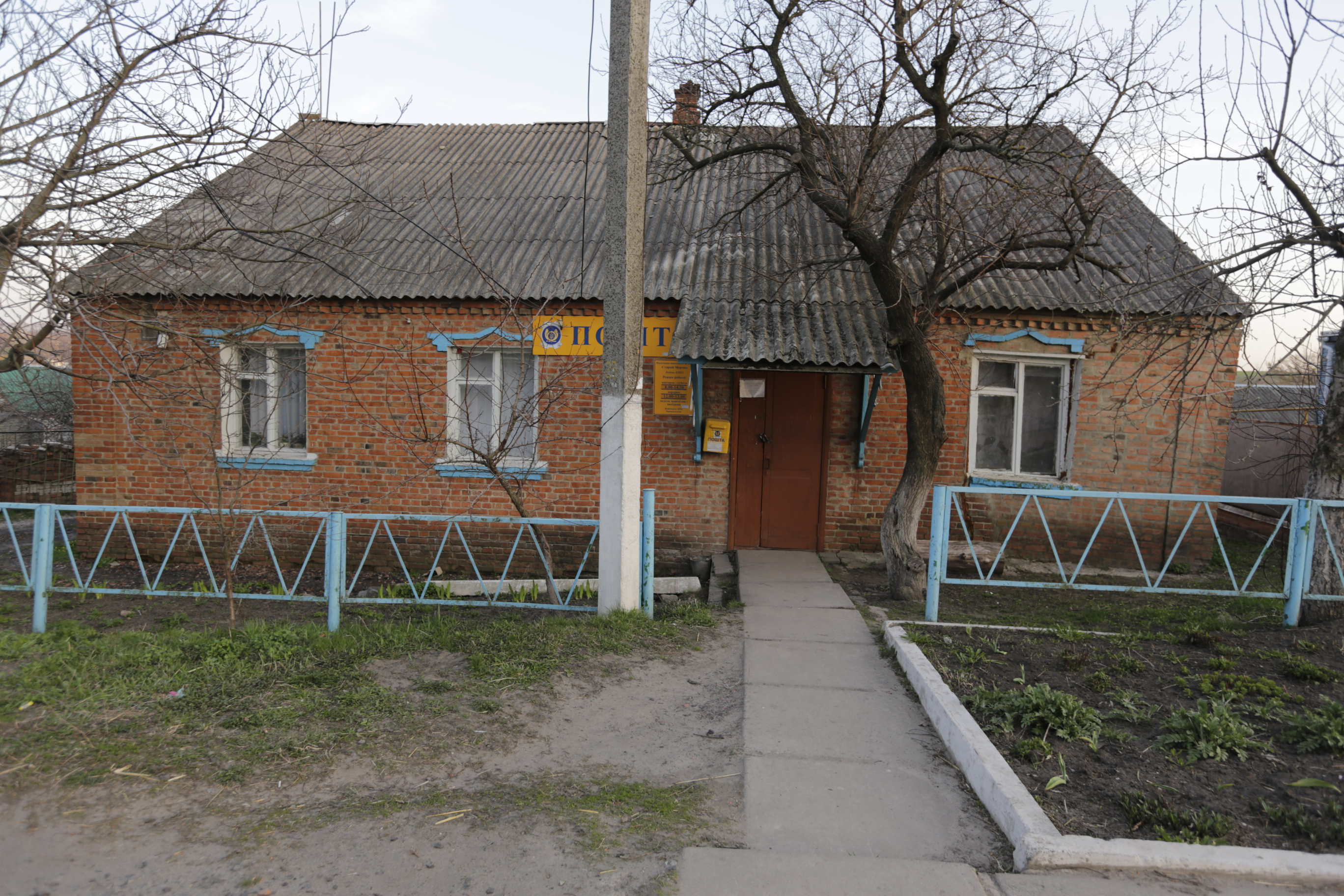
Пошта
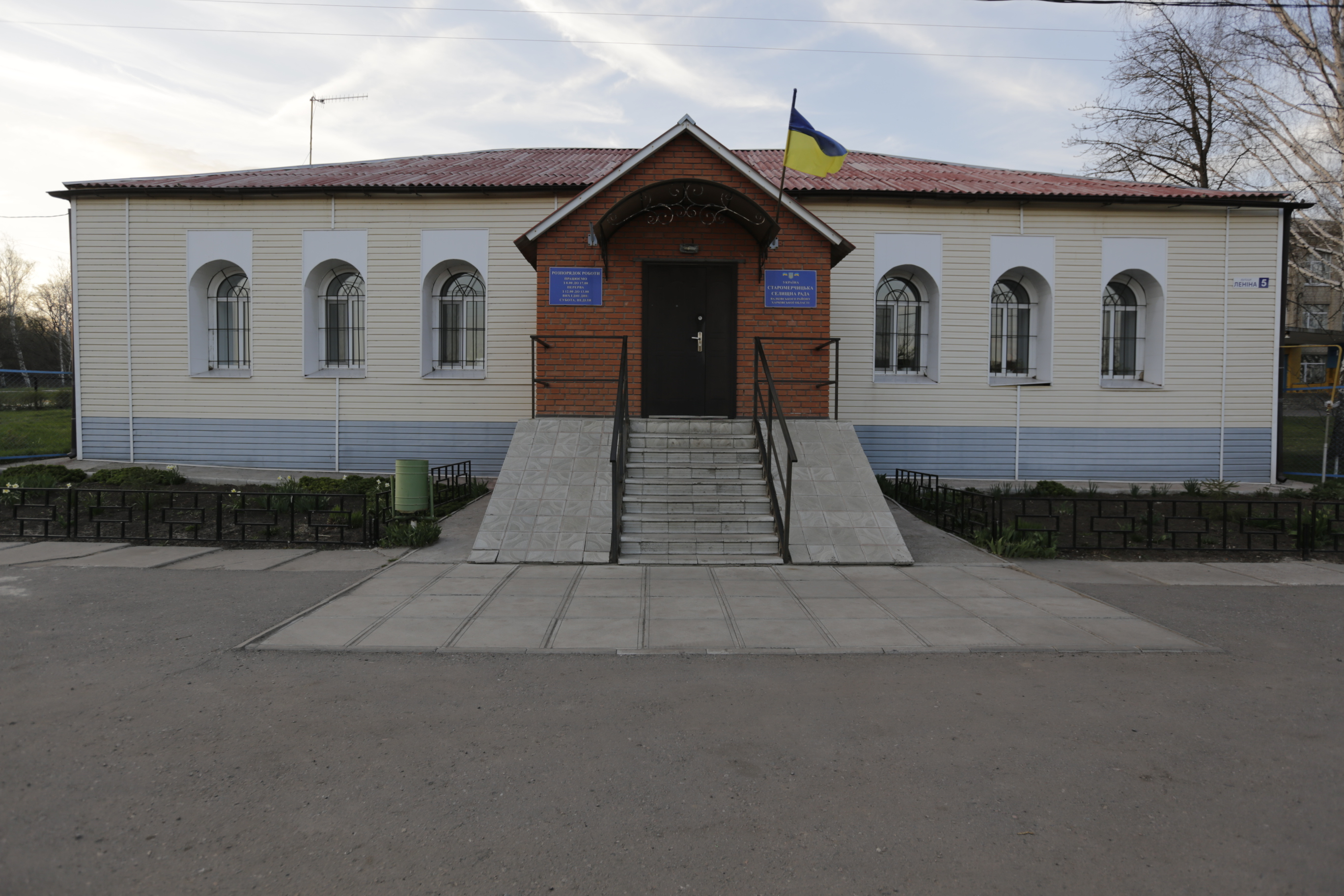
Селищна рада
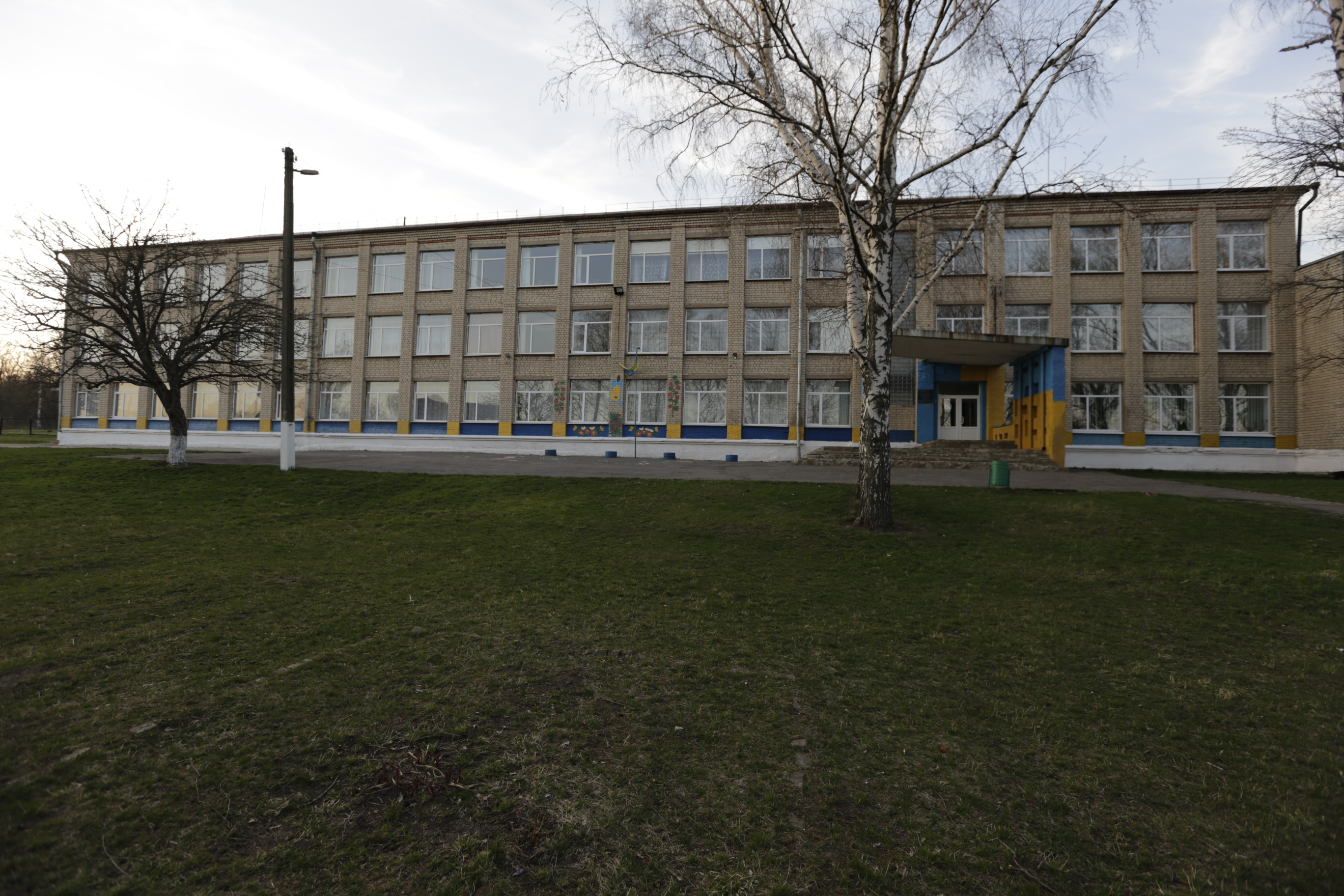
Школа
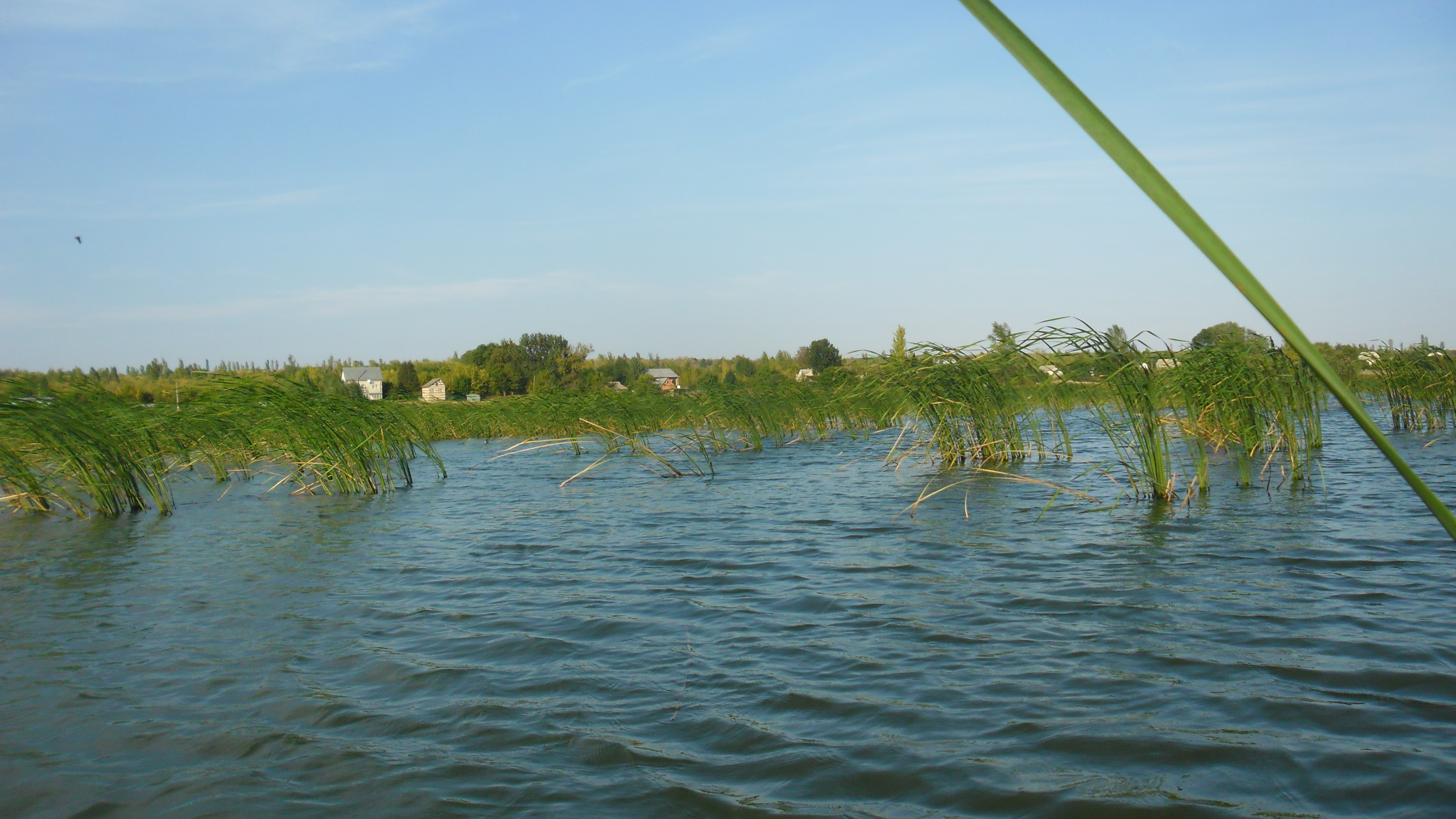
Вид з Олександрівського водосховища
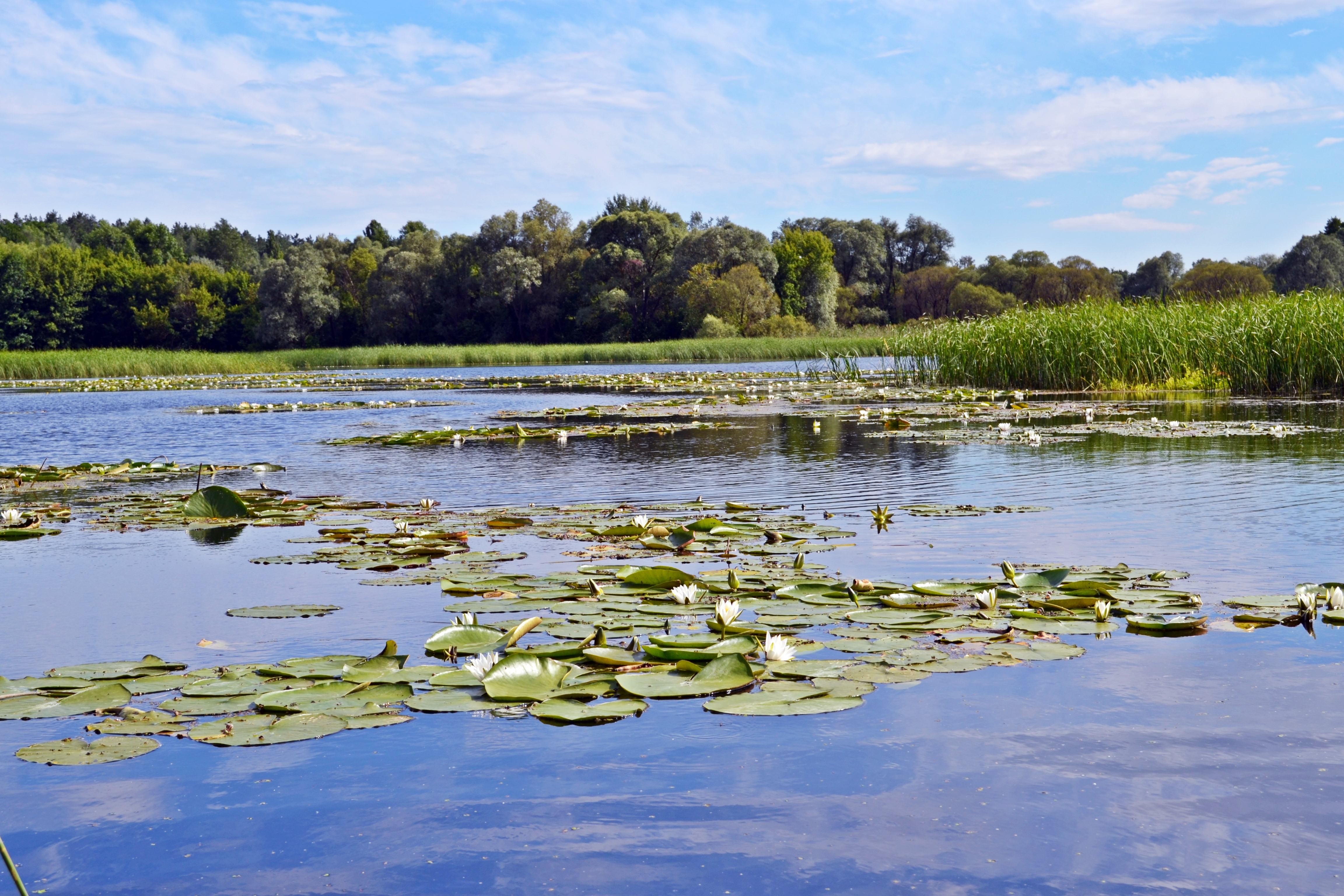
Мерчицький заказник
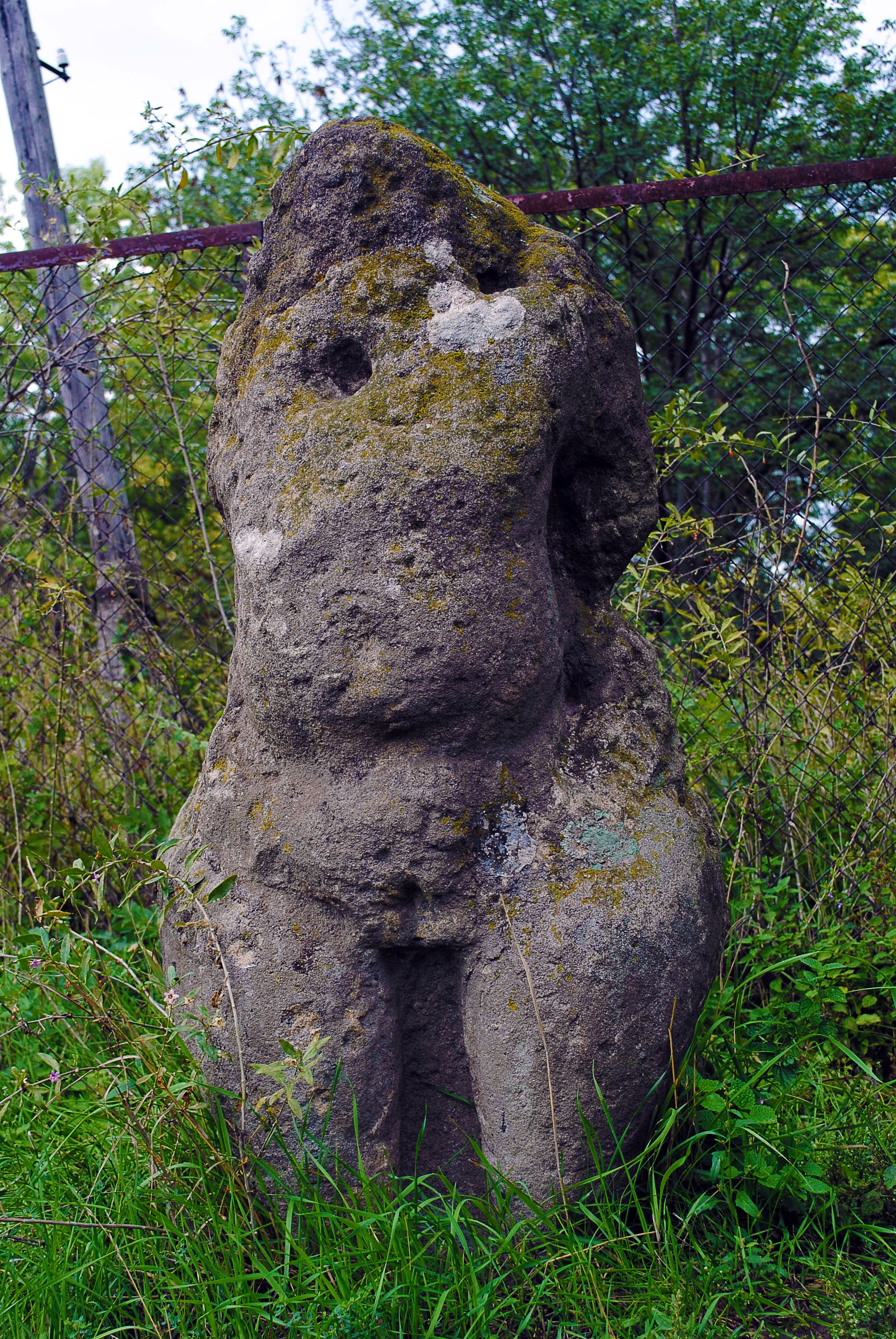
Половецька баба біля одного з курганів, розташованих на південь від смт. Старий Мерчик
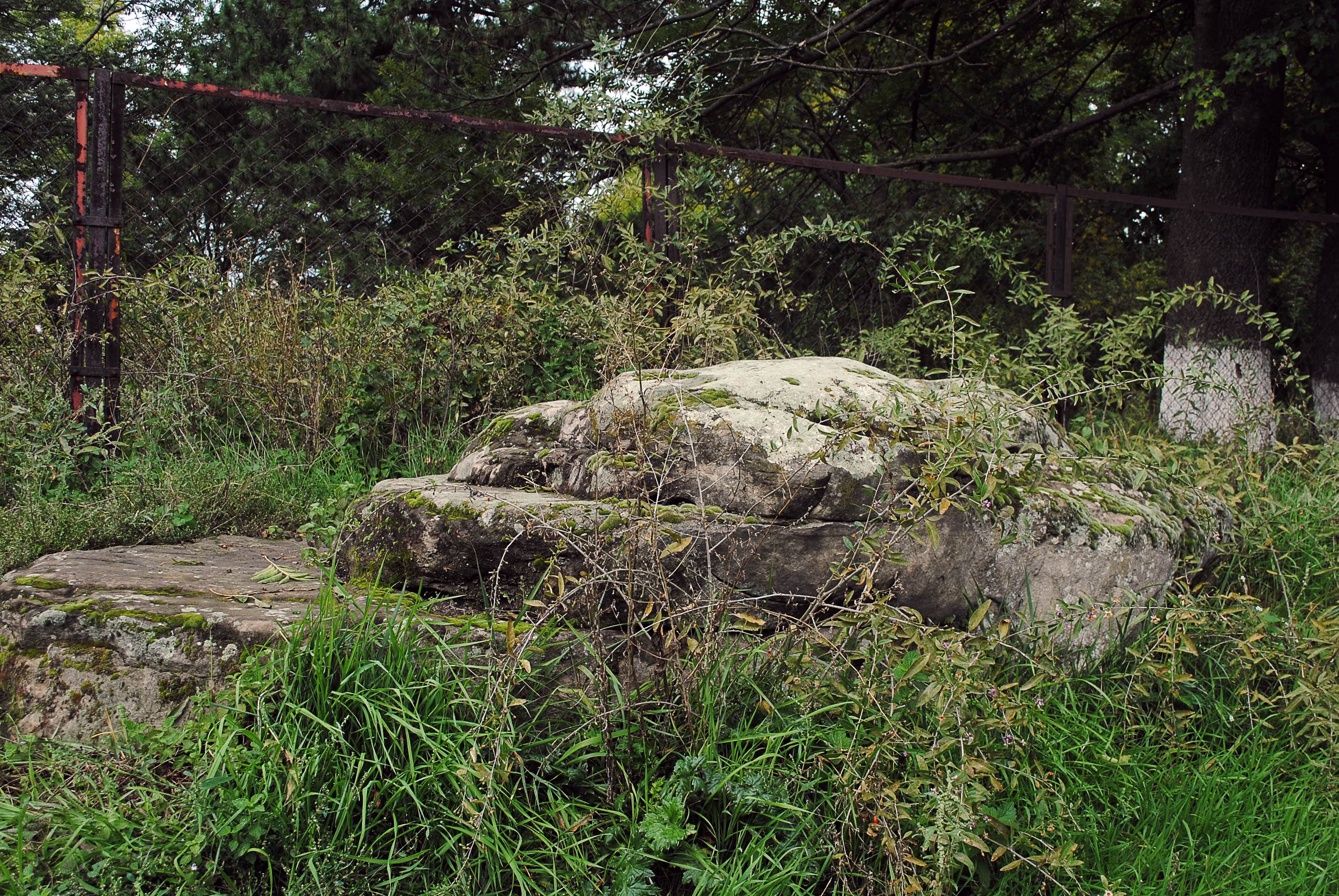
Половецький жертовник
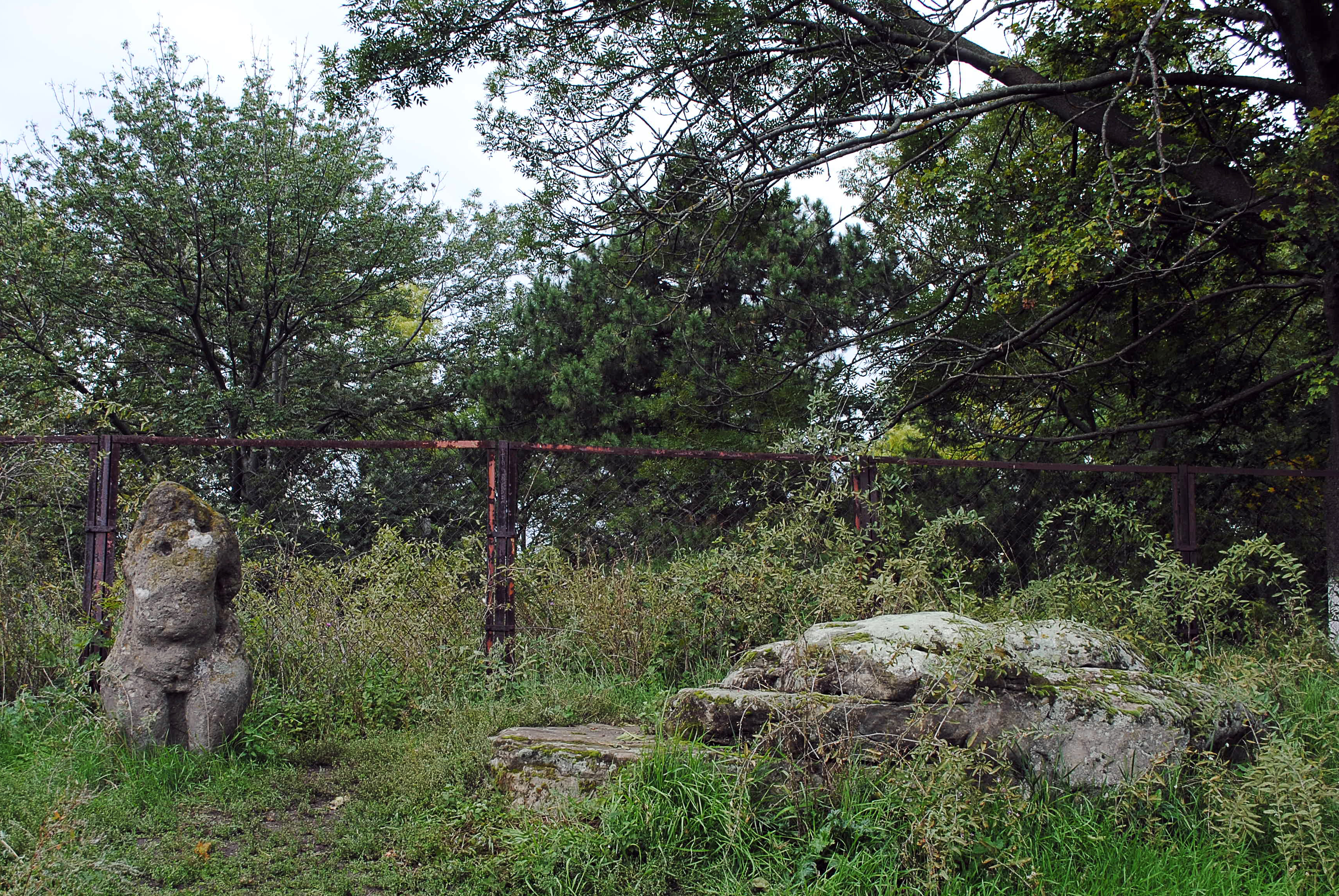
Половецька кам'яна баба з жертовником
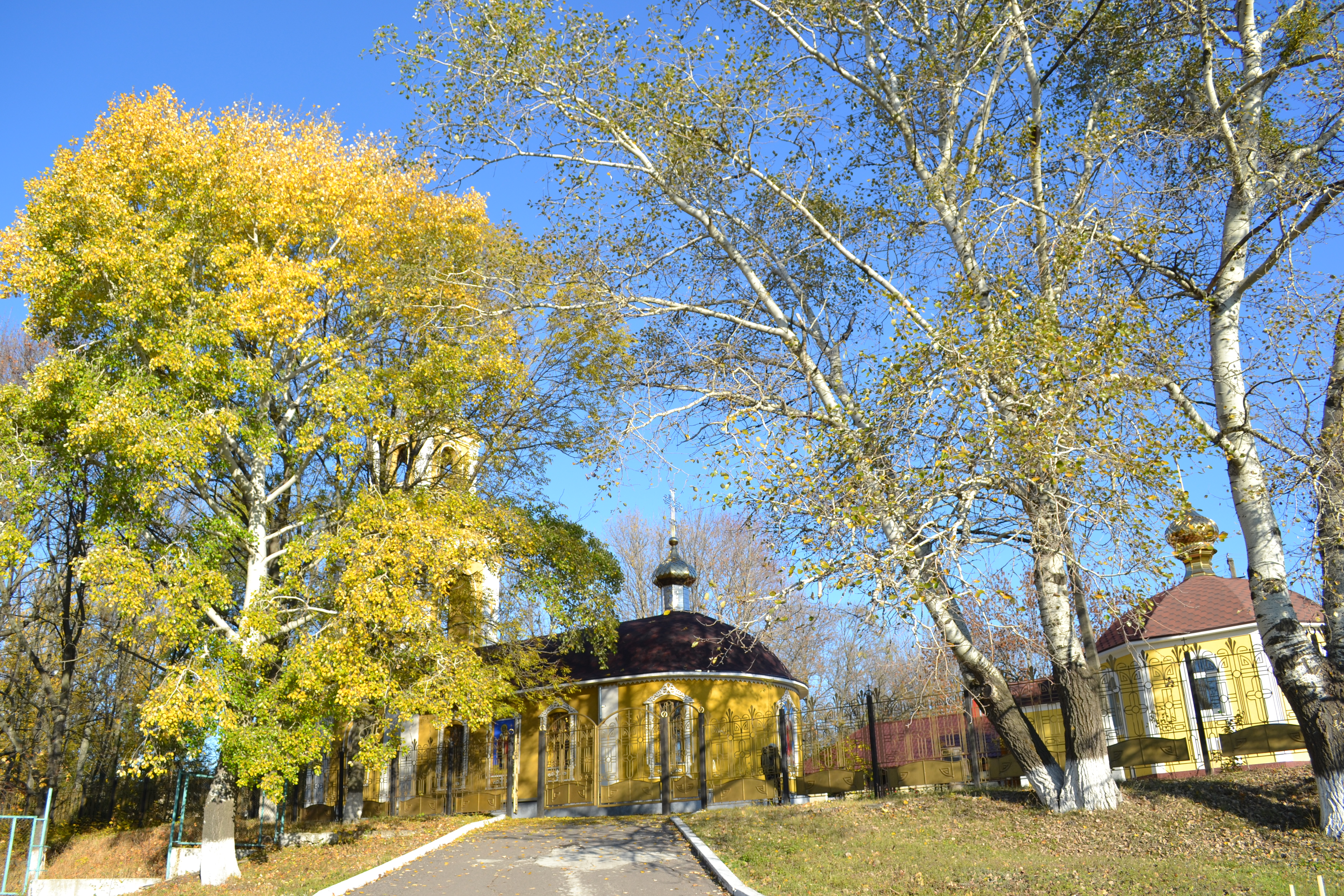
Церква Всіх Святих